# Uniautónoma FC
Universidad Autónoma del Caribe Fútbol Club, genannt Uniautónoma FC, war ein kolumbianischer Fußballverein aus Barranquilla, der in Puerto Colombia auf dem Gelände der Universidad Autónoma del Caribe trainierte. Der Verein wurde 2010 gegründet, schaffte 2013 den Aufstieg in die erste Liga und wurde 2015 nach dem Wiederabstieg aufgelöst.

## Geschichte
| \| Spielzeit \| Liga \| Platz \| Finalrunde \| \| ----------------------------------------------- \| --------------- \| ----- \| --------------------------- \| \| 2011-I \| Torneo Postobón \| 7. \| Viertelfinale \| \| 2011-II \| Torneo Postobón \| 6. \| Viertelfinale \| \| 2012-I \| Torneo Postobón \| 5. \| 2. Gruppe B \| \| 2012-II \| Torneo Postobón \| 7. \| 2. Gruppe A \| \| 2013-I \| Torneo Postobón \| 2. \| 1. Gruppe A Sieger Apertura \| \| 2013-II \| Torneo Postobón \| 7. \| 3. Gruppe A Meister \| \| 2014-II \| Liga Postobón \| 17. \| - \| \| 2014-II \| Liga Postobón \| 16. \| Relegation \| \| 2015-II \| Liga Águila \| 19. \| - \| \| 2015-II \| Liga Águila \| 16. \| - \| \| grün unterlegt: Aufstieg rot unterlegt: Abstieg \| \| \| \| |                 |       |                             |
| Spielzeit | Liga            | Platz | Finalrunde                  |
| 2011-I | Torneo Postobón | 7.    | Viertelfinale               |
| 2011-II | Torneo Postobón | 6.    | Viertelfinale               |
| 2012-I | Torneo Postobón | 5.    | 2. Gruppe B                 |
| 2012-II | Torneo Postobón | 7.    | 2. Gruppe A                 |
| 2013-I | Torneo Postobón | 2.    | 1. Gruppe A Sieger Apertura |
| 2013-II | Torneo Postobón | 7.    | 3. Gruppe A Meister         |
| 2014-II | Liga Postobón   | 17.   | -                           |
| 2014-II | Liga Postobón   | 16.   | Relegation                  |
| 2015-II | Liga Águila     | 19.   | -                           |
| 2015-II | Liga Águila     | 16.   | -                           |
| grün unterlegt: Aufstieg rot unterlegt: Abstieg |                 |       |                             |

Der Verein entstand aus der Universitätsmannschaft der Universidad Autónoma del Caribe. Er spielte seine erste Spielzeit in der heute nicht mehr existierenden Primera C und wurde Vizemeister. Für die Spielzeit 2011 kaufte Uniautónoma dem Verein Atlético de la Sabana aus Sincelejo das Startrecht in der Categoría Primera B ab und spielte seitdem in der zweiten Liga.
Uniautónoma konnte zwischen 2011 und 2013 in jeder Halbserie die Finalrunde erreichen. In der Apertura 2013 konnte sich der Verein erstmals für ein Finale qualifizieren, setzte sich dort gegen Unión Magdalena durch. Damit gewann Uniautónoma die Hinrundenserie und qualifizierte sich für das Meisterschaftsfinale, in dem der direkte Aufsteiger in die Categoría Primera A sowie der Relegationsteilnehmer ausgespielt wurden. Dies konnte Uniautónoma gegen Fortaleza FC für sich entscheiden und spielte somit in der Spielzeit 2014 zum ersten Mal in der ersten Liga.
Uniautónoma spielte im ersten Jahr direkt gegen den Abstieg und schaffte 2014 den Klassenerhalt über die Relegation, die gegen Deportes Quindío gewonnen wurde. Ein Jahr später stieg der Verein 2015 dann jedoch wieder in die zweite Liga ab.
Die Universidad Autónoma del Caribe gab nach dem Abstieg bekannt, dass der Profiverein aufgelöst und das Startrecht verkauft wird, da die Kosten für den Profibetrieb zu hoch waren und die Finanzen für den Universitätsbetrieb beeinträchtigten. Das Startrecht wurde an Orsomarso SC verkauft.

## Stadion
Uniautónoma absolvierte seine Heimspiele in der zweiten Liga im Estadio Marcos Henríquez in Sabanalarga, da der Traditionsverein aus Barranquilla, Junior, keine Nutzungsgenehmigung für das Estadio Romelio Martínez erteilte. Das Stadion hat eine Kapazität von etwa 8.000 Plätzen.

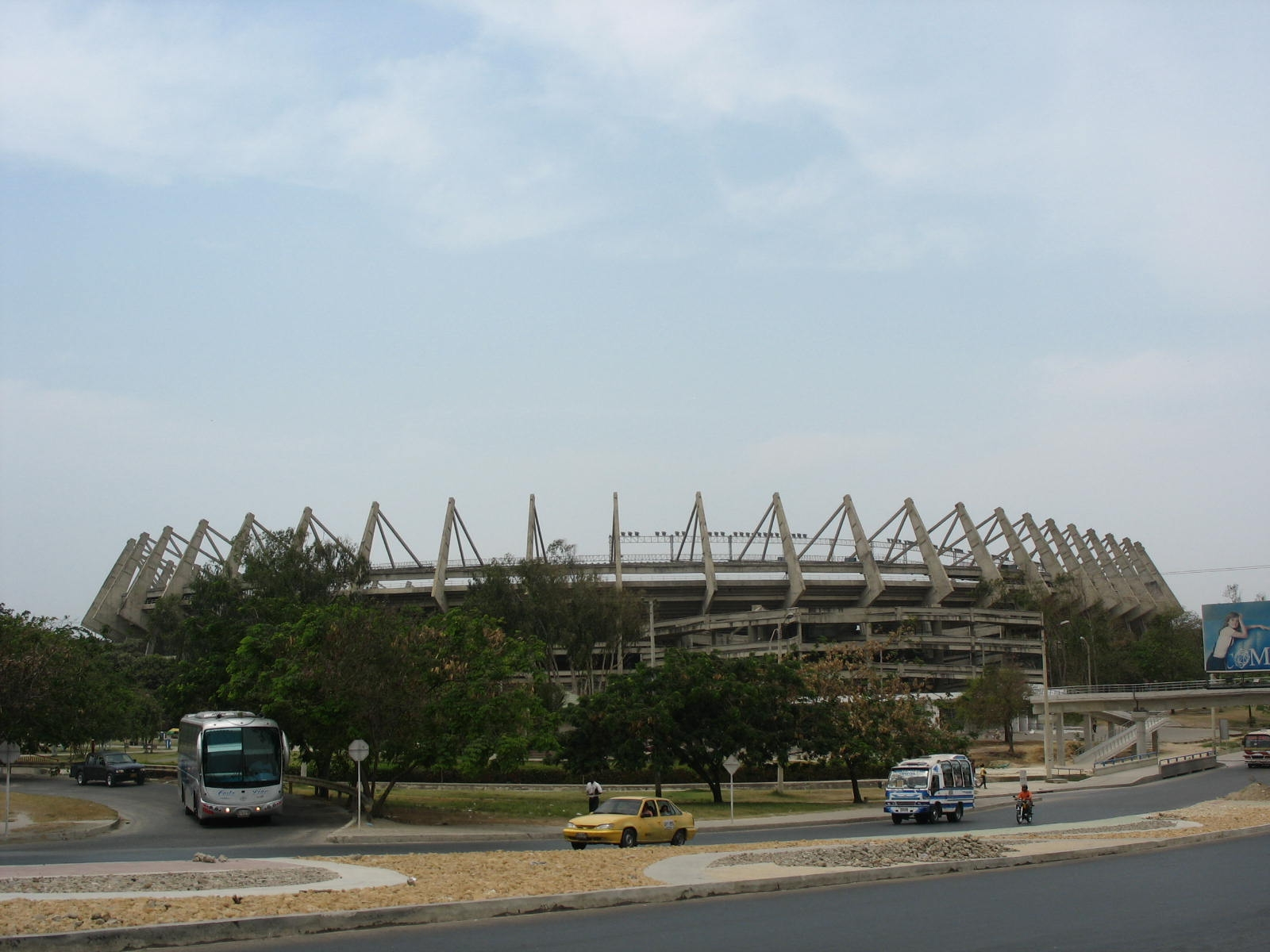
Estadio Metropolitano Roberto Meléndez

Für die erste Liga benötigte der Verein ein Stadion mit mindestens 10.000 Plätzen und ausreichender Beleuchtung. Junior erlaubte nach anfänglichem Widerstand die Benutzung des Estadio Metropolitano Roberto Meléndez, das eine Kapazität von 49.612 Zuschauern hat.

## Erfolge
- Meister Categoría Primera B: 2013

## Trainerhistorie
- August 2012 bis April 2014: José Rodríguez[10]
- Mai 2014 bis September 2014: Jaime de la Pava[11]
- März 2015 bis Dezember 2015: Giovanni Hernández[12]